# Fiat 1400
Auf dem Genfer Salon im Frühjahr 1950 wurde Fiats erste Neukonstruktion nach dem Zweiten Weltkrieg, der Fiat 1400 als viertürige Limousine und zweitüriges Cabriolet präsentiert. Er hatte eine selbsttragende Karosserie und einen Vierzylinder-Reihenmotor mit 1395 cm³ Hubraum und einer Leistung von 44 PS (32 kW) bei 4400/min. Über ein bis auf den ersten Gang synchronisiertes Vierganggetriebe mit Lenkradschaltung und eine geteilte Kardanwelle wurde die starre Hinterachse angetrieben, die an viertelelliptischen Blattfederstreben geführt wurde und Schraubenfedern, Teleskopstoßdämpfer und einen Stabilisator hatte. Die Vorderräder waren einzeln an Doppelquerlenkern aufgehängt. Auch vorn gab es Schraubenfedern Teleskopstoßdämpfer und Stabilisator, dazu eine Rollenlenkung. An allen Rädern wirkten hydraulisch betätigte Trommelbremsen, die Handbremse, eine seilzugbetätigte Außenbandbremse, saß am Ende der Kardanwelle vor dem Differential. Die Höchstgeschwindigkeit betrug 120 km/h.
Der ab 1952 hergestellte Fiat 1900 hatte die gleiche Grundkarosserie, aber mit mehr Chrom, eine erheblich bessere Ausstattung, eine hydraulische Anfahrkupplung, ein 5-Gang-Getriebe, einen Motor mit der Bezeichnung entsprechendem, größerem Hubraum und höherer Leistung, 80 PS (59 kW) im Modell 1900 B.
1953 erschien in der viertürigen Karosserie Fiats erster Personenwagen-Dieselmotor. Er war vom 1900er-Ottomotor abgeleitet, hatte Wirbelkammer-Brennräume und einen Hubraum von 1901 cm³ Er leistete 40 PS (29 kW) und war auch im Geländewagen Fiat Campagnola und dem Leicht-LKW Fiat 615 N eingebaut. Der Wagen erreichte max. 100 km/h. Trotz des größeren Hubraums hieß das Modell Fiat 1400 Diesel.
1954 wurden beide Modelle überarbeitet und hießen nun Fiat 1400 A und Fiat 1400 A Diesel. Beim Ottomotor stieg die Leistung auf 50 PS (37 kW), die Höchstgeschwindigkeit auf 125 km/h, der Diesel blieb unverändert.
1956 wurde der Wagen nochmals überarbeitet. Der Motor des Fiat 1400 B leistete 54 PS (39,7 kW), die Höchstgeschwindigkeit stieg auf 136 km/h, der Diesel wurde eingestellt. 1958 lief die Produktion aus.

## Produktion 1400 und 1900
Produktionszahlen aus Statistik Westdeutsche Automobil Produktion entnommen.
Produktionsstatistik nur gültig für den NSU-Fiat.
| Jahr  | 1950 | 1951 | 1952 | 1953 | 1954 | 1955 | 1956 | 1957 | 1958 | Summe |
| ----- | ---- | ---- | ---- | ---- | ---- | ---- | ---- | ---- | ---- | ----- |
| 1400  | 2    | 516  |      |      |      |      |      |      |      |       |
| 1900  |      |      |      |      |      |      |      |      |      |       |
| Summe | 2    | 516  | 746  | 403  | 165  |      |      |      |      |       |

Das Modell wurde in Österreich bei Steyr-Daimler-Puch ab 1953 in Lizenz gebaut und dort mit eigenen Motoren mit 2 l Hubraum ausgestattet.